# Geany
지니(Geany)는 가벼운 크로스 플랫폼 GTK+ 문서 편집기로 Scintilla에 기초하며 기본적인 통합개발환경(IDE) 기능을 포함한다. 빠르게 기동하도록 설계되었으며 별도의 꾸러미나 외부 라이브러리 의존성을 최소화했다. BSD, 리눅스, 맥 OS X, Solaris, 윈도와 같은 다양한 운영 체제에서 사용할 수 있다. 지원되는 프로그래밍 언어와 마크업 언어 가운데는 C, C++, C#, 자바, 자바스크립트, PHP, HTML, LaTeX, CSS, 파이썬, 펄, 루비, 파스칼, 하스켈, 얼랑, Vala 등이 있다.
Emacs와 Vim과 같은 전통적인 유닉스 계열 편집기와 대조적으로 지니는 Scintilla를 사용하는 Notepad++와 같은 윈도용 프로그래밍 편집기와 매우 유사하다.
지니는 GNU GPL 버전 2 이상에 따라 사용할 수 있는 자유 소프트웨어이다. 버전 0.21 이후 사용자의 요청에 따라 버전이 1.22로 뛰었다.

## 주요 기능[6]
- 자동 완성
- 다중 문서 인터페이스 지원
- 프로젝트 지원
- 구문 강조
- 코드 폴딩
- 기호 목록
- 코드 탐색
- 내장 터미널 에뮬레이터[7]
- 외부 도구를 사용해 코드를 컴파일하고 실행하여 시스템을 빌드하기
- 플러그인으로 확장 가능

## 같이 보기
- 노트패드++